# Lilia Vaighina-Efremova
Lilia Vaighina-Efremova (n. 15 aprilie 1977, Ceboksarî, RSFS Rusă, URSS) este o biatlonistă ce a reprezentat Rusia, medaliată olimpică. A participat la o ediție a Jocurilor Olimpice (2006) în care a câștigat o medalie de bronz.

## Participări
Lista de mai jos prezintă principalele competiții la care a participat Lilia Vaighina-Efremova de-a lungul carierei.
- biathlon at the 2006 Winter Olympics – women's sprint[*]